# François Baroin
Pour les articles homonymes, voir Baroin.
Ne doit pas être confondu avec François Barois.
François Baroin, né le 21 juin 1965 à Paris, est un homme politique français.
Employé à Europe 1 pendant cinq ans, dont deux ans comme journaliste politique, il est député de l'Aube à partir de 1993 pour le Rassemblement pour la République (RPR) et maire de Troyes depuis 1995.
Protégé de Jacques Chirac, il est son porte-parole à l'élection présidentielle de 1995 avant d’être nommé porte-parole du premier gouvernement Juppé, dont il est le benjamin. Il adhère à sa création à l'Union pour un mouvement populaire (UMP), et exerce les fonctions de ministre de l'Outre-mer puis de l'Intérieur et de l'Aménagement du territoire dans le Gouvernement Dominique de Villepin entre 2005 et 2007.
Nommé en 2010 ministre du Budget, des Comptes publics, de la Fonction publique et de la Réforme de l'État au sein du deuxième gouvernement Fillon, il redevient porte-parole du gouvernement, tout en conservant ses fonctions ministérielles, dans le troisième gouvernement Fillon. L'année suivante, en 2011, il est nommé ministre de l'Économie, des Finances et de l'Industrie, fonction qu'il conserve jusqu'à la défaite de Nicolas Sarkozy à l'élection présidentielle de 2012.
En 2014, après quatre mandats consécutifs à l'Assemblée nationale, il est élu sénateur de l'Aube et exerce la fonction de président de l'Association des maires de France de 2014 à 2021.
Soutien à l’élection présidentielle de 2017 de François Fillon, dont il est pressenti pour devenir Premier ministre en cas de victoire, il conduit Les Républicains (ex-UMP) aux élections législatives qui suivent et qui sont remportées par les partis soutenant le président Emmanuel Macron. Il démissionne ensuite du Sénat afin de se consacrer à ses mandats locaux.
En janvier 2022, il devient président de la filiale française de la banque Barclays, dont il était conseiller depuis 2018.

## Biographie

### Enfance et études
François Claude Pierre René Baroin naît le 21 juin 1965 dans le 12e arrondissement de Paris du mariage de Michel Baroin (haut fonctionnaire, homme d'affaires, grand maître du Grand Orient de France en 1977-1978) et de Michèle Paulin. 
Il effectue ses études au collège Stanislas, où il a la réputation d’être un élève médiocre. Il poursuit ses études au lycée Claude-Bernard où il prépare le concours d'entrée d'HEC Paris, auquel il échoue deux fois, il intègre l'Institut supérieur de gestion (ISG Paris) dont il est diplômé en 1989. Il complète sa formation à l'université Paris-II où il obtient un diplôme d'études supérieures spécialisées (DESS) de défense et des techniques de l'information et de la communication à l'Institut français de presse de Paris-II et un diplôme d'études approfondies (DEA) de géopolitique.
En 1984, à la fin de ses études, son grand-père Barthélémy Baroin meurt ; François Baroin est témoin de la mort de sa sœur Véronique, renversée par une voiture le 26 avril 1986, puis son père, meurt le 5 février 1987, à la suite d'un accident d'avion survenu au Cameroun (c'est d'ailleurs Jacques Chirac, ami personnel de son père, qui lui annoncera la mort de celui-ci et deviendra son mentor en politique). Il raconte que ces drames l'ont réorienté et ont d'une certaine manière appuyé son engagement politique.
En 1987, il rédige, avec deux amis et anciens camarades du collège Stanislas, Jean-Michel Blanquer et Richard Senghor, une « Déclaration du troisième millénaire », qui se veut une version actualisée de la Déclaration des droits de l'homme et du citoyen de 1789,. Il restera très proche de Jean-Michel Blanquer, qui dira être son « presque frère ».

### Carrière professionnelle
En parallèle à sa carrière politique, il a depuis ses débuts mené des activités professionnelles variées, d'abord journaliste, puis avocat, consultant, administrateur de sociétés et enseignant. 
Jean-Pierre Elkabbach le recrute au service politique d’Europe 1, où il commence une carrière de journaliste, qu'il poursuit de 1988 à 1992.
En 2001, il s'inscrit à l'ordre des avocats de Paris. Il est associé du cabinet STAS & Associés depuis 2014, aux côtés de Francis Szpiner, Caroline Toby, Christophe Ayela, Renaud Semerdjian et Marion Kahn-Guerra. Il plaide entre autres dans plusieurs procès médiatiques : l'affaire Sandra Muller (« Balance ton porc ») ; la succession de Jean-Luc Delarue ; l'affaire Bouvier contre Dmitri Rybolovlev le propriétaire de l'AS Monaco.
En 2016, il est nommé professeur adjoint à HEC Paris où il enseigne la macroéconomie, la géopolitique et la gestion de crise.
En décembre 2017, il devient membre du conseil d'administration de la société belge Sea-Invest Corporation, l'un des principaux opérateurs de terminaux portuaires au monde, et de trois de ses filiales (Sea-Tank International, Sea-Invest Africa et Sea-Invest France),.
Il rejoint en 2018 la banque d'affaires Barclays, où il est nommé « External Senior Advisor » (« conseiller extérieur »). Lors de son recrutement, il indique qu'« [il] ne [devient] pas banquier » mais qu'« [il apportera] une vision stratégique aux clients français et étrangers de la banque » ; le journal Les Échos le présente alors comme le « VRP de luxe » de Barclays. Le Canard enchaîné relève que peu après son embauche, Barclays est devenue la banque conseil de l'Agence des participations de l'État pour la fusion entre Naval Group et Fincantieri.
Il est nommé président de Barclays France en janvier 2022,,. Il déclare alors qu'il met entre parenthèses son activité d'avocat et ne garde qu'un seul des quatre mandats d'administrateur indépendant qu'il exerçait auparavant tout en restant maire de Troyes et président de l'agglomération.

### Vie privée et familiale
Le 12 avril 1991, il épouse la journaliste et présentatrice Valérie Broquisse. De ce mariage naissent trois enfants. Le couple se sépare en 2006. Le divorce est prononcé en 2012.
Entre 2006 et 2008, il a une relation avec la journaliste Marie Drucker.
De 2008 à 2023, il est le compagnon de la comédienne Michèle Laroque,,.
Le 14 septembre 2024, il épouse Stéphanie Lochard, son adjointe à la mairie de Troyes.

### Parcours politique

#### Élu local
En 1989, il est élu conseiller municipal (RPR) de Nogent-sur-Seine dans l'Aube. Il succède à Robert Galley comme maire de Troyes en 1995, à 30 ans. La même année, il est élu président de l'Association des maires de l'Aube.
François Baroin est élu en 2001 président de la communauté d'agglomération de Troyes (CAT) et il est reconduit à la tête de la mairie de Troyes. En 2008, il est réélu maire de Troyes après que la liste qu'il conduisait a recueilli 50,4 % des suffrages dès le premier tour, face à quatre autres listes.
Aux élections municipales de 2014, il est réélu maire de Troyes dès le premier tour avec 62,6 % des voix. En novembre 2014, il est élu à la présidence de l'Association des maires de France (AMF).
En 2015, l'AMF, dont il est alors président, recommande aux édiles de ne pas installer de crèches de Noël dans l’enceinte des mairies alléguant que la « jurisprudence administrative est encore à ce jour discordante à ce sujet »,. Cette recommandation est vivement critiquée par des élus de droite et d'extrême droite,.
Lors de la campagne présidentielle de 2017, il se met en retrait de la présidence de l'AMF afin de préserver la neutralité de la fonction et de se concentrer sur la campagne. Il est reconduit à la tête de l'AMF le 22 novembre 2017, à la faveur d'un renouvellement des instances de l'association.
Il est candidat à un cinquième mandat à Troyes lors des élections municipales de 2020. Alors qu'Emmanuel Macron décide de maintenir le premier tour des élections le 15 mars malgré la pandémie de Covid-19, plusieurs macronistes accusent François Baroin et Gérard Larcher, président du Sénat, d'avoir fait pression pour que le président de la République renonce à annoncer un report. Sa liste l'emporte dès le premier tour avec 66,8 % des suffrages exprimés. Il est réélu maire le 25 mai 2020.
Le 25 août 2021, François Baroin annonce dans le journal Le Figaro qu'il ne sera pas candidat pour un troisième mandat de président de l'Association des maires de France, et qu'il soutient la candidature du maire de Cannes David Lisnard pour lui succéder.

#### Mandats parlementaires
En 1993, il entre à l'Assemblée nationale, dont il est le plus jeune député, comme représentant de la 3e circonscription de l'Aube.
Il est réélu député le 16 juin 2002, dans la 3e circonscription de l'Aube, au second tour, avec 63,0 % des voix. Membre du groupe parlementaire UMP de 2002 à 2012, il est vice-président de l'Assemblée nationale de 2002 à 2005.
En 2003, le Premier ministre Jean-Pierre Raffarin le charge d'un rapport sur la laïcité. Il remet ce rapport en mai 2003, sous le titre Pour une nouvelle laïcité. Il y écrit : « [La laïcité] est devenue un élément de référence de l'identité française. Sa remise en cause par le multiculturalisme et le communautarisme peut donc être perçue comme une menace pour l'identité nationale. Dès lors un renouveau de la laïcité devient un élément de la réponse au choc du 21 avril 2002. On assiste ainsi à une « re-politisation » du thème de la laïcité qui pourrait devenir une valeur de la « droite de mai » face à une gauche qui s'est largement convertie au multiculturalisme et n'a pas su répondre au défi du communautarisme. »
Il est réélu député le 10 juin 2007, avec 55,7 % des voix dans sa circonscription, dès le premier tour. Il est également reconduit dans son mandat en 2012, avec 56,5 % des suffrages exprimés au second tour.
Le 28 novembre 2012, il rejoint le groupe Rassemblement-UMP à l'Assemblée nationale à la suite de la scission du groupe UMP, consécutive au congrès du parti du 18 novembre 2012.
Candidat aux élections sénatoriales de 2014, il est élu sénateur.
Le 1er octobre 2017, il fait partie des treize derniers sénateurs (sur un total de 41) à démissionner pour conserver leur mandats locaux, en application de la loi du 14 février 2014 sur le non-cumul des mandats en France,. Sa suppléante de 2014, Évelyne Perrot, ne le remplace pas et son siège est déclaré vacant, ce qui déclenche une élection partielle, qui est remportée par Évelyne Perrot.

#### Porte-parole de Jacques Chirac

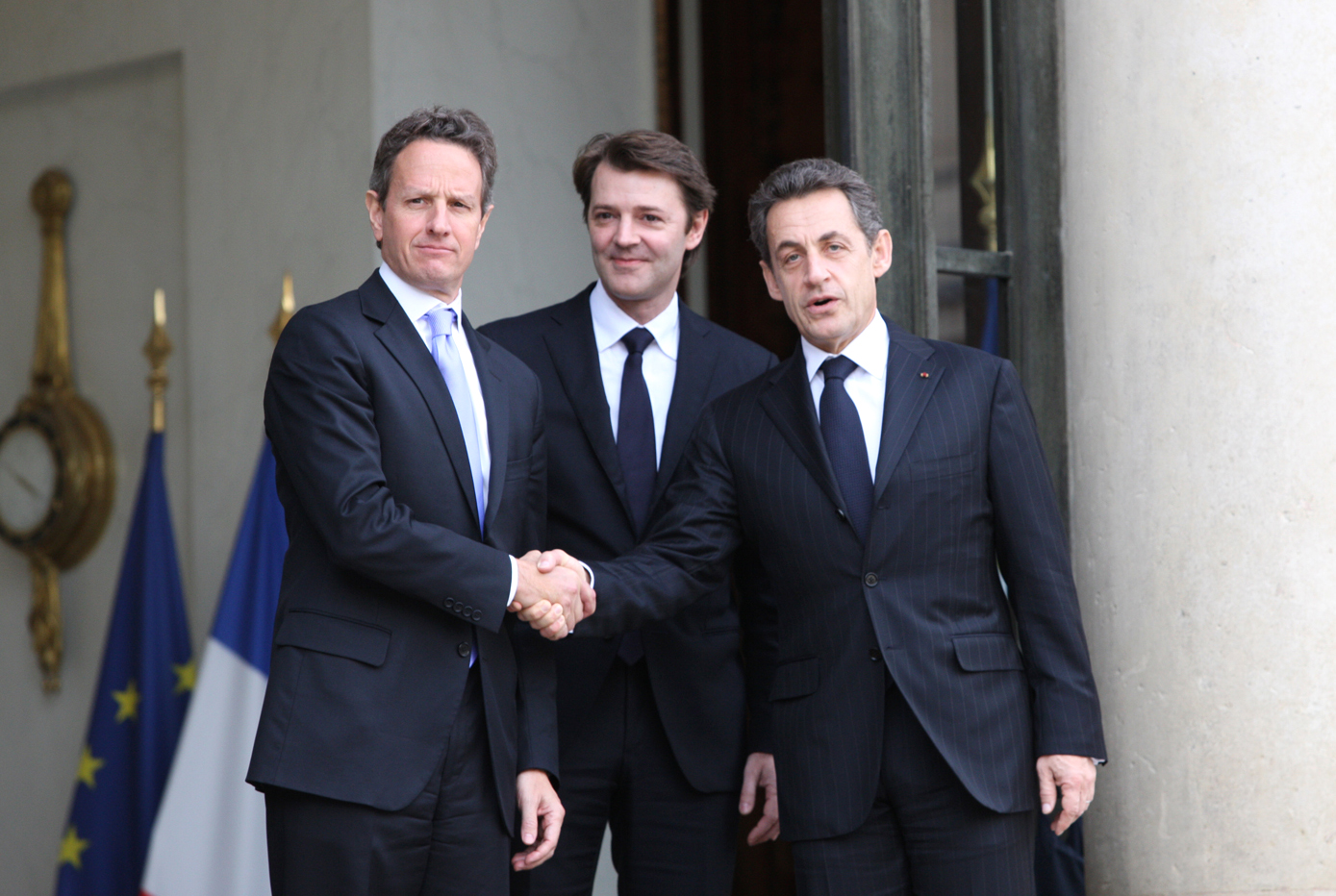
Baroin derrière Sarkozy, accueillant à l'Élysée le secrétaire américain au Trésor Timothy Geithner.

Lors de la campagne présidentielle 1995, il est porte-parole de Jacques Chirac. Après la victoire de ce dernier, il est nommé secrétaire d'État auprès du Premier ministre et porte-parole du premier gouvernement Alain Juppé, devenant alors, à 29 ans, le plus jeune membre d'un gouvernement sous la Ve République. Non reconduit quelques mois plus tard dans le nouveau gouvernement Juppé, il devient chargé de mission à l'Élysée, poste qu'il conserve jusqu'à ce qu'il retrouve son siège de député lors des élections législatives de 1997, perdues par la majorité.

#### Ministre de l'Outre-mer puis de l'Intérieur
Le 2 juin 2005, à la suite du référendum français sur le traité établissant une constitution pour l'Europe, François Baroin est nommé ministre de l'Outre-mer dans le gouvernement Dominique de Villepin, puis assure, du 26 mars 2007 au 15 mai 2007, les fonctions de ministre de l'Intérieur en remplacement de Nicolas Sarkozy, démissionnaire pour se consacrer à sa campagne présidentielle. Il devient alors le benjamin des ministres.

#### Ministre du Budget et des Comptes publics
Après les élections régionales de 2010 et le remaniement ministériel du 22 mars 2010, François Baroin est nommé ministre du Budget, des Comptes publics et de la Réforme de l'État à la place d'Éric Woerth. À ce poste, il est notamment chargé de ramener le déficit public à son niveau d'avant la crise économique. Alors que son prédécesseur lance début 2009 mon.service-public.fr dans le but de favoriser les démarches administratives en ligne, François Baroin reprend ce portail internet de l'administration publique française permettant des gains de productivité et de temps pour l'usager, avec l'ambition de l'étoffer.
Le 14 novembre 2010, à la suite de la formation du gouvernement François Fillon III, il est reconduit dans ses fonctions, et récupère le portefeuille de la Fonction publique ; il devient également porte-parole du gouvernement.

#### Ministre de l'Économie et des Finances
François Baroin est nommé ministre de l'Économie, des Finances et de l'Industrie le 29 juin 2011, remplaçant ainsi Christine Lagarde, désignée, la veille, directrice générale du FMI. Valérie Pécresse le remplace au poste de ministre du Budget, des Comptes publics et de la Réforme de l'État et au porte-parole du gouvernement, tandis que François Sauvadet se voit attribuer la Fonction publique.
Le 8 novembre 2011, lors d'une réponse à l'opposition à l'Assemblée nationale, il reproche au Parti socialiste d'être arrivé au pouvoir « par effraction » à la suite des élections législatives de 1997. Ces propos provoquent une indignation et de vives réactions dans les rangs de la gauche ; s'ensuit une suspension puis une levée de la séance de questions au gouvernement,,.

#### Fonctions à l'UMP puis aux Républicains

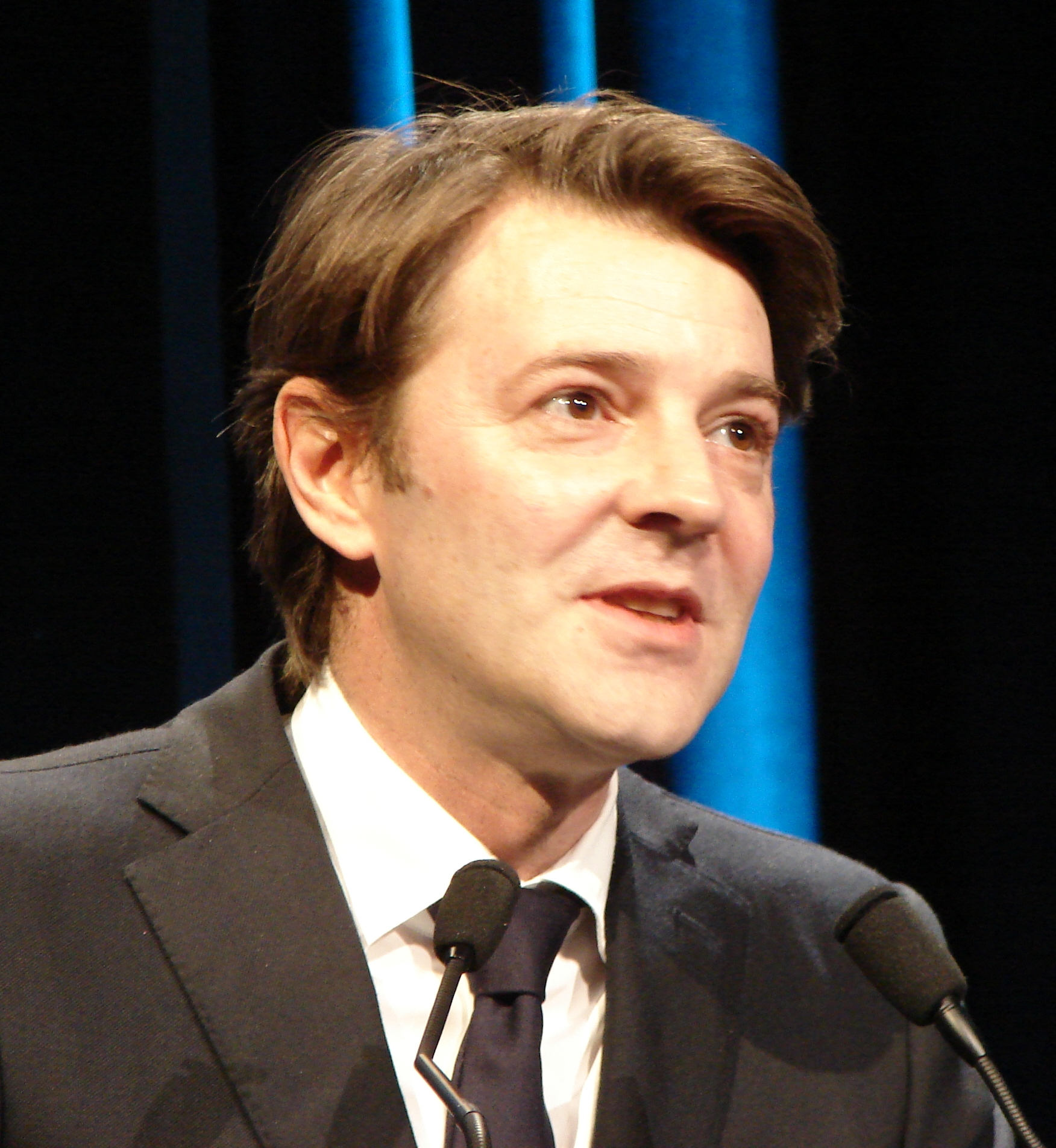
François Baroin en 2012.

Patrick Buisson affirme que pour l'élection présidentielle de 2002, François Baroin est chargé par Jacques Chirac d'apporter les signatures nécessaires à Bruno Mégret pour que celui-ci puisse se présenter.
À l'UMP, il est le porte-parole sous la présidence d'Alain Juppé, puis secrétaire général délégué sous la présidence par intérim de Jean-Claude Gaudin.
Il est conseiller politique de Nicolas Sarkozy alors que celui-ci est président de l'UMP ; il est aussi président du comité départemental de l'UMP en Aube et vice-président du club Dialogue & Initiative, présidé par Jean-Pierre Raffarin. Il est membre du bureau politique de l'UMP puis des Républicains. En vue du congrès pour la présidence de l'UMP de 2012, il apporte son soutien à la candidature de François Fillon.
Lors de la primaire française de la droite et du centre de 2016, il est l’un des principaux soutiens de Nicolas Sarkozy. Il est alors pressenti pour devenir Premier ministre en cas de victoire du candidat mais Nicolas Sarkozy échoue.
En mars 2017, alors que l'affaire Fillon a conduit plusieurs personnalités à quitter l'équipe du candidat à l'élection présidentielle française de 2017, son équipe de campagne est remaniée. François Baroin est chargé du « rassemblement politique ». François Baroin soutient François Fillon lors de la manifestation du Trocadéro. Il est à nouveau pressenti pour devenir Premier ministre en cas de victoire de François Fillon, mais le candidat échoue également.
Après l'élimination de François Fillon au premier tour de l'élection présidentielle, François Baroin annonce qu'il votera pour Emmanuel Macron contre Marine Le Pen. Il se déclare prêt, en cas de victoire de la droite et du centre aux élections législatives, à être un Premier ministre de cohabitation avec Emmanuel Macron. Le 2 mai 2017, il est désigné chef de file du comité de campagne de la droite et du centre pour les élections législatives des 11 et 18 juin par le bureau politique des Républicains. Il annonce que les élus LR qui rejoindraient Emmanuel Macron seront exclus du parti. Finalement, LR ne remporte pas le scrutin et le nouveau président dispose d'une majorité absolue à l'Assemblée nationale.

#### Mise en retrait de la vie politique partisane

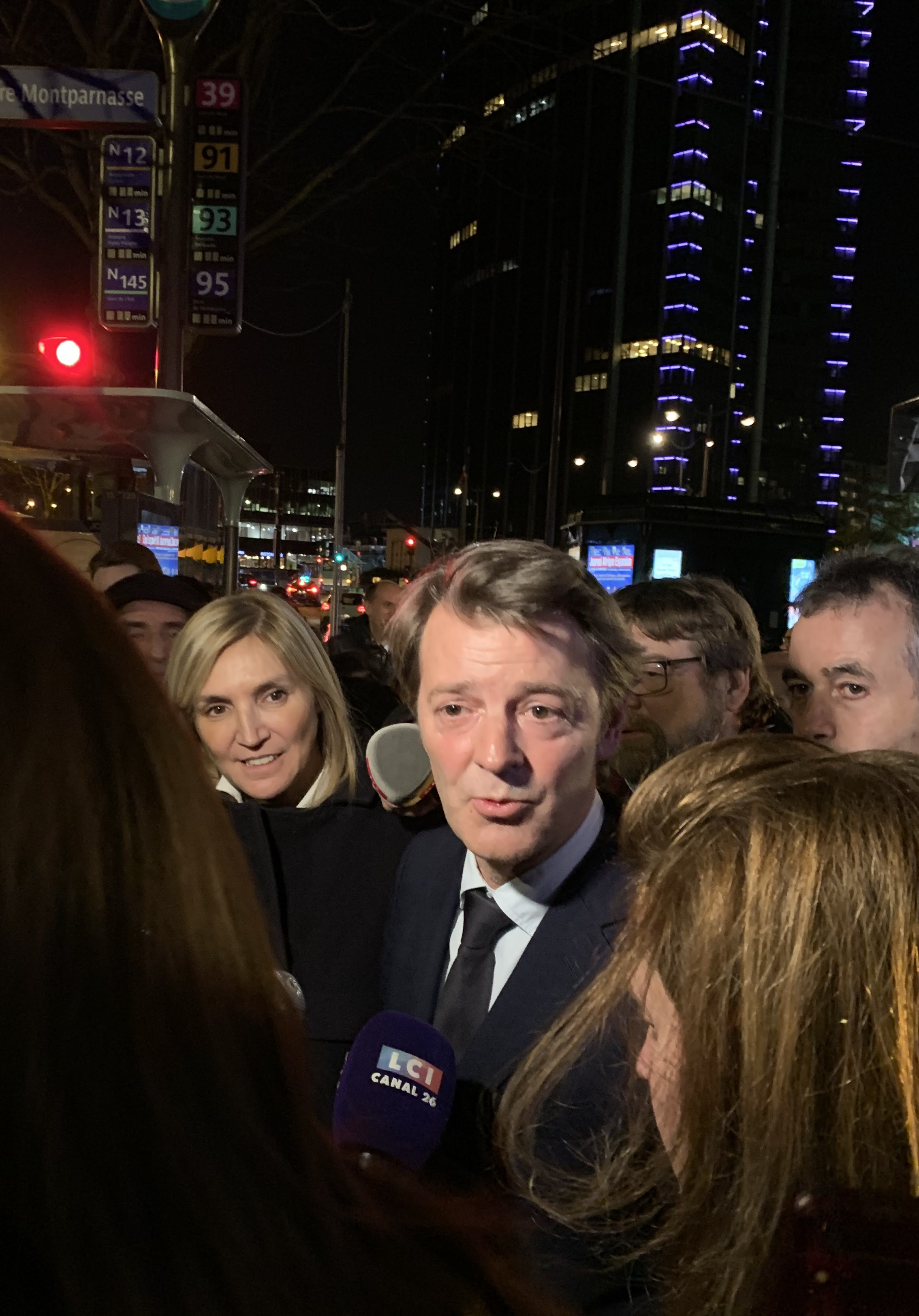
François Baroin et Agnès Evren lors d'une réunion de soutien à Rachida Dati, candidate à la mairie de Paris (mars 2020).

En novembre 2017, il annonce qu'il se retire de la vie politique partisane. Il devient alors conseiller pour la banque Barclays et des fonds d'investissements. Il rejoint aussi, en 2018, le cabinet d'avocat parisien STAS de son ami Francis Szpiner, en qualité d'associé. 
Selon le journaliste Vincent Jauvert, François Baroin est l'une des personnalités politiques françaises percevant le plus de revenus dans les années 2010. Il cumule en effet ses indemnités de maire de Troyes et de président de l'agglomération (8 500 € par mois), son activité comme avocat chez Szpiner (7 500 € par mois plus une participation aux bénéfices), et officie également comme conseiller de la banque Barclays (rémunération inconnue), et membre du conseil d'administration de la compagnie Sea-Invest Corporation (jusqu'à 13 500 € par mois). Il bénéficie par ailleurs d'indemnités et d'avantages comme ancien ministre, député et sénateur. Il aurait totalisé comme revenus 183 000 euros en 2015, 171 000 en 2016 et 125 000 en 2017,.

#### Élection présidentielle de 2022
François Baroin fait son retour à la direction des Républicains en octobre 2019, après l'élection de Christian Jacob à la présidence du parti, au sein d'un « comité stratégique ».
L'hypothèse de sa candidature à l'élection présidentielle de 2022 est évoquée dans la presse à partir de 2019,. Le 6 juin 2020, il déclare qu'il « clarifiera ses intentions » concernant l'hypothèse d'une éventuelle candidature à l'élection présidentielle de 2022 à l'automne, « quelle que soit sa décision ». Le 7 octobre 2020, il annonce qu'il ne sera finalement pas candidat en 2022. Selon L'Express, il en a été dissuadé par Nicolas Sarkozy et Gérald Darmanin.
François Baroin se trouve parallèlement en discussion avec la banque américaine Morgan Stanley en vue d'obtenir la fonction de président-directeur général de sa filiale française.
Selon Le Canard enchaîné, il continue de participer aux réunions de campagne de Valérie Pécresse. Le 8 février 2022, il lui accorde son parrainage à l'élection présidentielle

## Détail des mandats et fonctions

### Au gouvernement
- 18 mai – 7 novembre 1995 : secrétaire d'État auprès du Premier ministre, porte-parole du gouvernement Alain Juppé I
- 2 juin 2005 – 26 mars 2007 : ministre de l'Outre-mer dans le gouvernement Dominique de Villepin
- 26 mars – 15 mai 2007 : ministre de l'Intérieur et de l'Aménagement du territoire dans le gouvernement Dominique de Villepin
- 22 mars – 13 novembre 2010 : ministre du Budget, des Comptes publics et de la Réforme de l'État dans le gouvernement François Fillon II
- 14 novembre 2010 – 29 juin 2011 : ministre du Budget, des Comptes publics, de la Fonction publique et de la Réforme de l'État, porte-parole du gouvernement François Fillon III
- 29 juin 2011 – 15 mai 2012 : ministre de l'Économie, des Finances et de l'Industrie dans le gouvernement François Fillon III

### Au Parlement
- 2 avril 1993 – 18 juin 1995 : député RPR de la troisième circonscription de l'Aube
- 12 juin 1997 – 2 juillet 2005 : député RPR puis UMP de la troisième circonscription de l'Aube
- 26 juin 2002 – 2 juillet 2005 : vice-président de l'Assemblée nationale
- 20 juin 2007 – 23 avril 2010 : député UMP de la troisième circonscription de l'Aube
- 20 juin 2012 – 30 septembre 2014 : député UMP de la troisième circonscription de l'Aube
- 1er octobre 2014 – 1er octobre 2017 : sénateur UMP puis Les Républicains de l'Aube

### Au niveau local
- 1989-1995 : conseiller municipal de Nogent-sur-Seine (Aube)
- Depuis le 25 juin 1995 : maire de Troyes, président de Troyes Champagne Métropole à compter de la création de la communauté d'agglomération en 2017

### Au sein de partis politiques
- Secrétaire national du RPR aux PME-PMI (1999)
- Secrétaire national du RPR, chargé de la culture et de la communication (jusqu'en 1999)
- Secrétaire national du RPR, chargé de la réforme et de l'organisation des pouvoirs publics (1999-2001)
- Secrétaire général délégué puis conseiller politique de l'UMP (à partir de 2004)
- Président du comité départemental de l'UMP dans l'Aube et vice-président du club Dialogue & Initiative

### Autres fonctions
- Président de l'Association départementale des maires de l'Aube (depuis 1995)
- Président de l'Association des maires de France (2014-2021)

## Résultats électoraux

### Élections législatives
| Année | Parti | Parti | Circonscription | %        | %       | Issue |
| Année | Parti | Parti | Circonscription | 1er tour | 2d tour | Issue |
| ----- | ----- | ----- | --------------- | -------- | ------- | ----- |
| 1993  |       | RPR   | 3e de l'Aube    | 28,3     | 100     | Élu   |
| 1997  |       | RPR   | 3e de l'Aube    | 33,9     | 66,9    | Élu   |
| 2002  |       | UMP   | 3e de l'Aube    | 49,0     | 63,0    | Élu   |
| 2007  |       | UMP   | 3e de l'Aube    | 55,7     |         | Élu   |
| 2012  |       | UMP   | 3e de l'Aube    | 41,4     | 56,5    | Élu   |

### Élections sénatoriales
| Année | Parti | Parti | Circonscription | Voix | %    | Issue |
| ----- | ----- | ----- | --------------- | ---- | ---- | ----- |
| 2014  |       | UMP   | Aube            | 739  | 76,6 | Élu   |

### Élections municipales
| Année | Parti | Parti | Commune | Position      | %        | %       | Rang    | Sièges obtenus |
| Année | Parti | Parti | Commune | Position      | 1er tour | 2d tour | Rang    | Sièges obtenus |
| ----- | ----- | ----- | ------- | ------------- | -------- | ------- | ------- | -------------- |
| 1995  |       | RPR   | Troyes  | Tête de liste |          |         | 1er     |                |
| 2001  |       | RPR   | Troyes  | Tête de liste | 53,5     |         | 1er     |                |
| 2008  |       | UMP   | Troyes  | Tête de liste | 50,4     | 1er     | 38 / 49 |                |
| 2014  |       | UMP   | Troyes  | Tête de liste | 62,6     | 1er     | 41 / 49 |                |
| 2020  |       | LR    | Troyes  | Tête de liste | 66,8     | 1er     | 42 / 49 |                |

## Publications
- Chronique d'une différence : François Baroin, Julien Dray, Numéro 1, coll. « Société », 9 septembre 1998, 192 p. (ISBN 978-2-86391-882-1).
- Journal de crise, Paris, JC Lattès, coll. « Essais et documents », 7 novembre 2012, 220 p. (ISBN 978-2-7096-3964-4).
- Un chemin français, Lattès, 2017.
- Une histoire de France par les villes et les villages, Albin Michel, 2017.
- Une histoire sentimentale, Albin Michel, 2019.

## Distinctions
Le 25 mai 2018, François Baroin est élu membre de la seconde section de l'Académie des sciences d'outre-mer.